# Neacșu Șerbu
Neacșu Șerbu (ur. 27 września 1928) – rumuński pięściarz, uczestnik Igrzysk Olimpijskich w 1952 w Helsinkach. Na igrzyskach wziął udział w turnieju w wadze lekkośredniej. W pierwszej walce przegrał z Pentti Kontulą z Finlandii.